# Марина Лі
Марина Лі, також відома як Марина Лі (1902  грудень 1976) була балериною та нацистською шпигункою під час Другої світової війни.

## Біографія
Лі народилася в Санкт-Петербурзі, Росія, потім втекла в 1917 році, коли її батьків убили більшовики. Лі оселилася в Скандинавії і здобула освіту балерини.

## Файл MI5
Оцінка розвідувальних даних щодо Лі є частиною кеш-пам'яті файлів британської служби MI5, внутрішньої шпигунської служби Великобританії, оприлюдненої 26 серпня 2010 року Національним архівом Сполученого Королівства.

## Шпигунська діяльність
Лі почала працювати на нацистську Німеччину ще в 1937 році. Розсекречені урядові документи свідчать про те, що Лі викрала плани битви, що призвело до падіння Норвегії нацистської Німеччини в 1940 році. Лі добре скористалася уніформою Червоного Хреста, щоб проникнути до штаб-квартири британських експедиційних сил у Норвегії, і пробралася до інформації про план, складений британським командувачем фельдмаршалом Клодом Окінлеком. Німецький командувач генерал Едуард Дітль, який утримував норвезький порт Нарвік, як повідомлялося, розглядав можливість відступу, але розкриття цих деталей означало, що його війська могли заблокувати план Аукінлека. Пізніше британські, французькі та норвезькі війська були змушені вийти з контрольованої Німеччиною Норвегії.

## Виявлення
Існування Лі було виявлено британцями наприкінці 1940 року, коли німецькі шпигуни, які видавали себе за метеорологів, були схоплені Королівським флотом на одному з арктичних островів. Один шпигун, Ганс фон Фінкенштайн, розкрив особу Лі та ключову роль, яку, на думку німецької розвідки, вона зіграла в Нарвіку. Принаймні ще двоє полонених німців пізніше підтвердили викриття Фінкенштейна.

## Пізні роки
У 1947 році було видано тривогу, яка попереджала поліцію та прикордонників про те, що про її прибуття до Британії слід негайно повідомити в MI5. Лі зникла на деякий час і востаннє був помічений МІ5 у 1948 році в готелі Ritz у Мадриді, Іспанія, подорожуючи під польським паспортом. Файл Лі MI5 не містить жодних звітів і був закритий у 1960 році.
Останій запис у досьє Лі MI5 припускає, що вона могла передати свою відданість КДБ.Попри долю її батьків у Радянському Союзі, вона була другом Йосипа Сталіна та високопоставлених осіб у Москві. Фактично, у досьє Лі MI5 зазначено, що вона «саме той тип, який передає свою відданість, коли вони відчули смак гри». Вважається, що вона померла в Барселоні в 1976 році.